# 惡樓
惡樓（日语：アクル）乃日本神話中的惡神，《古事記》寫成穴戶神（（日語）アナトノカミ），《日本書紀》記作吉備穴濟神。

## 概要

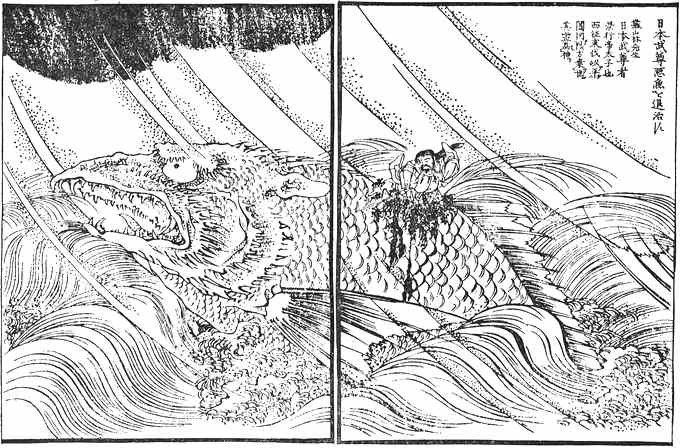
日本武尊斬殺惡魚，出自浦川公佐所繪之《金毘羅參詣名所圖會》

傳說惡樓是一條住在吉備國（今岡山縣）的巨大魚怪，會把接近的船隻吞噬。

### 古事記之記載
按《古事記》中卷景行天皇條之記錄，倭建命除去熊曾建兄弟二人後返回大和，山神、河神及穴戶神皆與他同行拜見天皇。

### 日本書紀之記載
據《日本書紀》卷第七景行天皇廿七年條之記載，日本武尊斬殺川上梟帥，並遣弟彥悉斬其餘黨後，自海路返回大和。路上遭遇吉備之吉備穴濟神、難波之柏濟神等惡神，皆予以撲殺之。

## 內部連結
- 日本武尊